# Силва, Дани
Даниэ́л Фили́пе Банде́йра-и-Си́лва (порт. Daniel Filipe Bandeira e Silva; род. 11 апреля 2000, Бежа) — португальский футболист, полузащитник клуба «Мидтьюлланн».

## Клубная карьера
Силва — воспитанник клубов «Монте Капариша», «Бенфика», «Белененсеш», «Витория Сетубал» и «Витория Гимарайнш». 6 мая 2022 года в матче против «Боавишты» он дебютировал в Сангриш лиге в составе последних. 14 апреля 2023 года в поединке против «Фамаликана» Дани забил свой первый гол за «Виторию Гимарайнш». В начале 2024 года Силва перешёл в итальянский «Эллас Верона», подписав контракт на четыре года. Сумма трансфера составила два млн. евро. 28 января в матче против «Фрозиноне» он дебютировал в итальянской Серии A.

## Международная карьера
В 2019 году в составе юношеской сборной Португалии Силва завоевал серебряные медали юношеского чемпионата Европы в Армении. На турнире он сыграл в матчах против команд Италии, Ирландии и дважды Испании.